# Орден «Легион почёта»
Медаль «Легио́н почёта» (англ. Legion of Merit) — военная награда США, вручаемая военнослужащим Вооружённых сил США, а также военнослужащим дружественных государств, за исключительные и выдающиеся заслуги и достижения по службе в чрезвычайной обстановке.

## История
Предложения об учреждении награды за заслуги в чрезвычайных ситуациях поступали с 1937 года. Однако только после вступления США во Вторую мировую войну эта идея получила реализацию. 21 декабря 1941 года было предложено учредить медаль «За заслуги». 3 апреля 1942 года этот проект поступил на рассмотрение к министру обороны США, при этом первоначальное название было изменено на «Легион почёта». 20 июля 1942 года Конгресс США утвердил проект. Новой наградой планировалось награждать военнослужащих США и Филиппинского содружества, а также военнослужащих стран — союзниц во Второй мировой войне. 
29 октября 1942 года президент Франклин Рузвельт утвердил положение о награде, по которому она должна вручаться от имени президента США. В 1943 году полномочия по награждению военнослужащих США были переданы Министерству обороны.

## Степени награды
«Легион почёта» для награждения военнослужащих США на степени не делится и существует в единственной степени («легионер»). Награда в основном предназначена для генеральских и старших офицерских чинов, но в особых случаях ею могут награждаться и младшие чины.
Для награждения иностранцев предусмотрены 4 степени:
| Шеф-командор | Командор | Офицер | Легионер |
| ------------ | -------- | ------ | -------- |
|              |          |        |          |
| Лента        |          |        |          |
|              |          |        |          |

Знаком степени шеф-командора могут награждаться главы государств и правительств, а также главнокомандующие союзными армиями. Степенью командора могут награждаться генеральские чины в должностях начальников главных штабов и выше. Степенью офицера могут награждаться генеральские и старшие офицерские чины, а также военные атташе при посольствах. Степенью легионера могут награждаться все прочие чины, не подпадающие под критерии старших степеней.

## Знаки награды
Знаки медали «Легион почёта» были разработаны полковником Робертом Таунсендом Хердом (англ. Robert Townsend Heard) и скульптором Катарин Лейн (англ. Katharine W. Lane), взявшими за основу внешний вид знаков французского ордена Почётного легиона.

### Знаки легионера
Знак — пятиконечный, с расширяющимися раздвоенными лучами крест белой эмали с широким ободком пурпурной эмали. На концах лучей — шарики, в углах креста — по две перекрещенные стрелы наконечниками наружу. Крест наложен на лавровый венок зелёной эмали, перевязанный в нижней части лентой. В центре креста — круглый медальон синей эмали с тринадцатью пятиконечными звёздочками белой эмали, расположенными в форме шестиконечной звезды (1—4—3—4—1). Медальон окружён кольцом из овалов, символизирующих облака. 
Оборотная сторона знака без эмалей. В центре креста круглый медальон с широким ободком, на котором надписи — «ANNUIT COEPTIS» (с лат. — «одобрил начинания») и «MDCCLXXXII» (1782). В медальоне помещается имя награждённого. На лучи креста наложена лента (перекрывающая собой лавровый венок лицевой стороны) с надписью «UNITED STATES OF AMERICA».
Диаметр знака — 1 7⁄8 дюйма (4,8 см). На конце верхнего луча креста имеется ушко с кольцом, через которое пропускается лента ордена.
Лента — шёлковая муаровая пурпурного цвета с белыми полосками по краям. Длина ленты — 1 7⁄8 дюйма, общая ширина — 1 7⁄8 дюйма, ширина белых полосок — 1⁄16 дюйма (1,6 мм).
Знак легионера носится на ленте на левой стороне груди.
При повторных награждениях военнослужащих США носится один экземпляр знака, а на ленту крепятся дополнительные элементы, указывающие на повторное награждение: дубовые листья (Армия и ВВС) или пятиконечные звёзды (ВМС, Морская пехота и Береговая охрана). При награждении за заслуги в боевой обстановке на ленту может крепиться позолоченная литера «V» (от Valor (с англ. — «отвага»); в ВМС, Морской пехоте и Береговой охране).

### Знаки офицера
Знак и лента идентичны знаку и ленте легионера. На ленту крепится бронзовая заколка в виде миниатюрного знака ордена, без эмалей. Диаметр заколки — 3⁄4 дюйма (1,9 см).
Знак офицера носится на ленте на левой стороне груди.

### Знаки командора
Знак идентичен знаку легионера, но диаметром 2 1⁄4 дюйма (5,1 см) и прорезным полем между стрел в углах креста. На конце верхнего луча креста крепится овальный лавровый венок без эмали, имеющий в верхней части ушко с кольцом, через которое пропускается лента ордена.
Лента — шёлковая муаровая пурпурного цвета с белыми полосками по краям. Длина ленты — 21 1⁄4 дюйма (54 см), общая ширина — 1 15⁄16 дюйма (4,9 см), ширина белых полосок — 1⁄16 дюйма.
Знак командора носится на ленте на шее.

### Знаки шеф-командора
Знак — в виде выпуклой нагрудной звезды, диаметром 2 15⁄16 дюйма (7,5 см). Лицевая сторона знака идентична знаку командора, без венка на верхнем луче.
Оборотная сторона гладкая, без эмалей, и снабжена заколкой для крепления к одежде. В центре оборотной стороны — надпись «UNITED STATES OF AMERICA».
Знак шеф-командора носится без ленты на левой стороне груди.